# Grondwet van de Sovjet-Unie (1936)

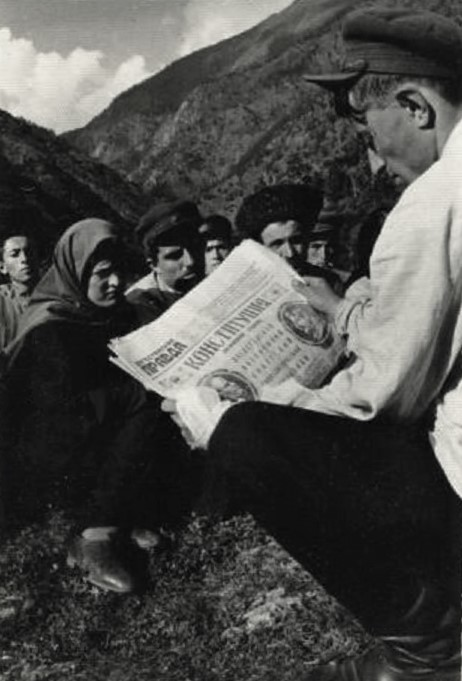
In een bergdorp wordt de nieuwe grondwet besproken (juni 1936). In de kop met grote letters "Конституция", Russisch voor grondwet.

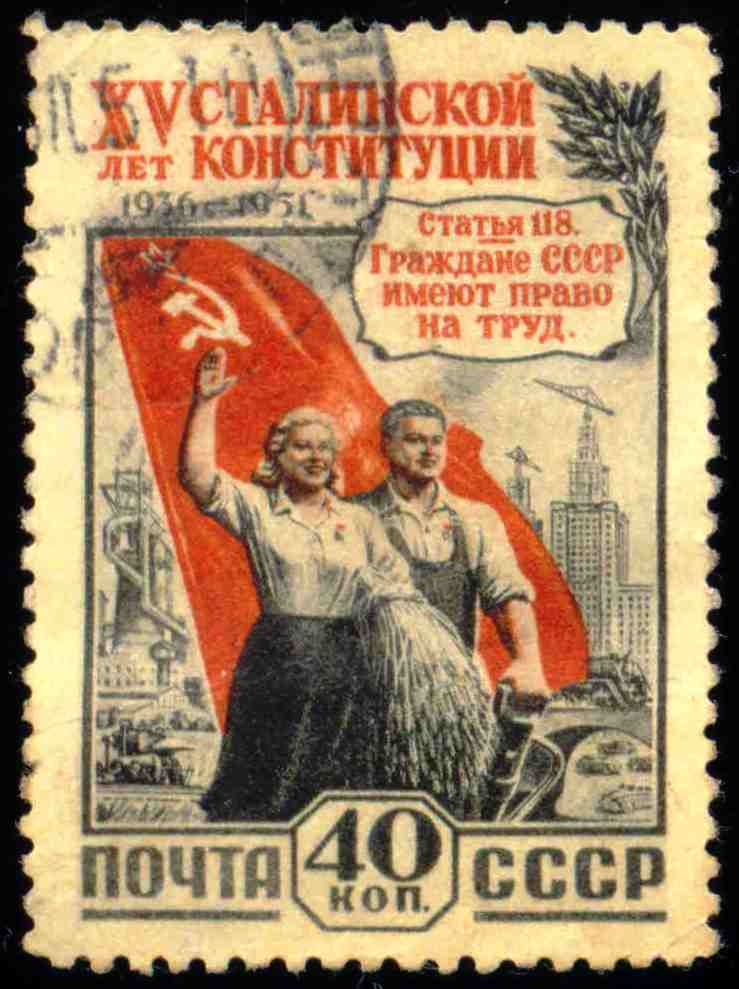
Postzegel uit 1951 voor de 15e verjaardag van de grondwet

De Grondwet van de Sovjet-Unie (1936), die ook wel bekend staat als de Grondwet van Stalin, werd op 5 december 1936 aangenomen. Met enkele wijzigingen bleef deze tot 7 oktober 1977 van kracht. De grondwet van 1936 verving de eerdere grondwet van 1924.
De grondwet stond bekend als de meest democratische ter wereld, maar in de praktijk werd de "leidende rol" van de Communistische Partij van de Sovjet-Unie vastgelegd. Veel Oostbloklanden namen later grondwetten aan die nauw verwant waren aan deze grondwet.

## Aanloop
In 1934 werd het 17e partijcongres gehouden. Het eerste vijfjarenplan was uitermate succesvol afgerond. De industriële productie was belangrijk toegenomen en de collectivisatie van de landbouw afgerond. De koelakken als klasse (dekoelakisatie) was niet meer. Met de overwinning van het socialisme was er, aldus Jozef Stalin, "niemand meer om te vechten" en kon de dictatuur van het proletariaat worden versoepeld. In de oude grondwet van 1924 waren de koelakken en andere vijanden van de staat hun stemrecht afgenomen.

## Proces
In februari 1934 werden de 31 leden van de Constitutionele Commissie benoemd. Hun eerste bijeenkomst was op 7 juli 1935. Stalin werd verkozen tot voorzitter van de commissie, met Vjatsjeslav Molotov en Michail Kalinin als vicevoorzitters. Er werden 12 subcommissies gevormd die elk een deel van de grondwet voor hun rekening namen. De voorzitters van de subcommissies behoorden tot de stalinistische elite zoals Nikolaj Boecharin, Karl Radek en Kliment Vorosjilov. Zij moesten hun teams aansturen en binnen twee maanden een concepttekst voorleggen. Ze konden hierbij gebruik maken van buitenlandse grondwetten die zijn verzameld en bestudeerd. Deze termijn werd bij lange na niet gehaald en pas in februari 1936 kon men de conceptteksten gaan verwerken in een ruw ontwerp van de grondwet. Diverse versies zijn opgesteld en in april 1936 bestudeerde en corrigeerde Stalin het werk. In de laatste week van april werd de versie van dat moment gestuurd naar een gezamenlijke vergadering van het Politburo en de Constitutionele Commissie. De vergadering vond plaats op 15 mei en de laatste versie werd op 12 juni gebruikt voor een brede nationale discussie.
Enkele tientallen miljoenen burgers van de Sovjet-Unie hebben op een of andere manier geparticipeerd in de discussie over de grondwet. Van de partijtop werden regionale en lokale overheden sterk aangemoedigd om zo veel mogelijk bijeenkomsten te organiseren. Er kwam commentaar op de grondwet, maar uiteindelijk heeft dit nauwelijks tot veranderingen geleid. De meest gehoorde suggestie kwam van de boeren. In artikel 1 wordt een onderscheid gemaakt tussen arbeiders en boeren. In artikel 119 krijgen alle burgers recht op sociale voorzieningen, zoals een pensioen en geld bij ziekte, voor de arbeiders was dit gratis maar niet voor de boeren. Met deze kritiek is niets gedaan. Op 25 november 1936 is de grondwet goedgekeurd tijdens een buitengewoon congres en was vanaf 5 december 1936 van kracht.

## Inhoud
De grondwet bestaat uit 13 hoofdstukken en 146 artikelen.
Artikel 1 van de grondwet luidt “De Unie van Socialistische Sovjet Republieken (USSR) is een socialistische staat van arbeiders en boeren”. De uiteindelijke macht is in handen van de werkende mensen in de stad en op het platteland en zij worden vertegenwoordigd door de sovjets (art 3). In artikel 4 wordt duidelijk gemaakt dat in het socialistisch economische systeem geen ruimte is voor privé eigendom. Alles is in handen van de staat, ofwel iedereen is eigenaar van alles, al wordt in artikel 9 een bescheiden uitzondering gemaakt voor boeren en handwerkers.
De USSR is een federale staat, bestaande uit republieken die op vrijwillige basis zijn samengekomen (art 13). De republieken zijn soeverein (art 15), maar dit wordt beperkt in artikel 14 die in een lange lijst de zaken opsomt die behoren tot de verantwoordelijkheden van de hoogste staatsorganen van de USSR. In artikel 17 staat dat elke republiek het recht heeft uit de USSR te treden.
Het hoogte orgaan is de Opperste Sovjet (art 30) en beslist over alle zaken die in artikel 14 zijn vermeld (art 31). Het is de hoogste wetgevende macht. De opperste Sovjet bestaat uit twee kamers, de Raad van de Unie en de Raad van de Nationaliteiten (art 33). Tussen de zittingen van de Opperste Sovjet in, neemt het Presidium van de Opperste Sovjet het dagelijks bestuur waar. Het Presidium wordt gekozen door de leden van de Opperste Sovjet (art 48). De voorzitter van het Presidium van de Opperste Sovjet is het staatshoofd van de Sovjet-Unie.
In hoofdstuk 10 worden de rechten van de burgers van de USSR vastgelegd. Ze hebben recht op werk en een loon wat in overeenstemming is met de hoeveelheid en kwaliteit ervan (art 118). In artikel 119 staat het recht op een 7-urige werkdag en een betaalde vakantie voor de arbeiders. De boeren worden hierbij niet nadrukkelijk genoemd. Artikel 122 en 123 staat nadrukkelijk dat iedereen, vrouwen en minderheden, gelijk zijn voor de wet. In artikel 124 is de vrijheid van godsdienst opgenomen. De vrijheid van meningsuiting, vergadering en vereniging is gegarandeerd, maar alleen als deze in overeenstemming is met de belangen van de arbeiders en ter versterking van het socialistische systeem (art 125). In artikel 126 wordt de Communistische partij als alles leidend vastgelegd. De partij is de "voorhoede van de arbeiders in hun strijd om het socialistische systeem te versterken en te ontwikkelen en het centrum van alle organisaties van de arbeiders, zowel de overheid als de staat, vertegenwoordigt". Deze bepaling werd gebruikt om te rechtvaardigen dat er geen behoefte of ruimte is voor andere politieke partijen en daarmee de eenpartijstaat te legitimeren. Volgens artikel 126 mogen de burgers van de USSR alleen onder arrest worden gesteld als hier een besluit van de rechtbank aan ten grondslag ligt of op last van een procureur. Er is een dienstplicht en het is voor alle burgers een eervolle taak hieraan te voldoen (art 132).
In hoofdstuk 11 wordt het kiessysteem en kiesrecht bepaald. Het stemrecht is algemeen en geheim, maar andere politieke partijen zijn niet toegestaan. In het laatste artikel 146 staat dan veranderingen in de grondwet alleen plaatsvinden als twee derde van de leden van beide kamers hieraan hun goedkeuring hebben gegeven.

## Gevolgen
De grondwet van 1936 was bijzonder omdat hier economische rechten waren opgenomen die niet voorkwamen in grondwetten in de westerse democratieën.
De grondwet garandeerde de vrijheid van godsdienst, Leden van de Russisch-orthodoxe kerk dienden daarop verzoeken in om gesloten kerken te heropenen, toegang te krijgen tot banen die voor hen als religieuze figuren waren gesloten en de poging om religieuze kandidaten naar voren te schuiven bij de verkiezingen van 1937.
De grondwet impliceerde het einde van de "revolutionaire periode" van de Sovjet-Unie, de socialistische staat was bereikt. De burgerrechten waren goed omschreven. Het werd echter gevolgd door de Grote Zuivering waarbij veel van die rechten werden genegeerd. Participanten bij het schrijven van de grondwet, als Radek en Boecharin, werden gevangengezet of vermoord omdat ze contrarevolutionair waren kort nadat hun werk was voltooid.
Tot 1977 was 5 december de Dag van de Grondwet, het was een officiële feestdag.

## Beëindiging
In 1962 nam de Opperste Sovjet een resolutie aan over de vorming van een commissie. Deze werd belast met het ontwerp van nieuwe grondwet en werd geleid door Nikita Chroesjtsjov. In december 1964 werd hij vervangen door Leonid Brezjnev. Op 7 oktober 1977 werd de nieuwe grondwet aangenomen en verviel de grondwet van 1936.

## Naslagwerk
- (en)  Samantha Lamb Stalin’s Constitution: Soviet Participatory Politics and the Discussion of the 1936 Draft Constitution, Routledge (2018) ISBN 9780367348854